# Aleja Zwycięstwa w Gdyni
Aleja Zwycięstwa – ulica w Gdyni będąca częścią drogi wojewódzkiej nr 468. Jej długość wynosi 5,22 km.

## Przebieg
Aleja zaczyna się od łącznika drogowego od Drogi Różowej na Wzgórzu św. Maksymiliana, a kończy się na granicy Gdyni i Sopotu gdzie przechodzi w Aleję Niepodległości. Przebiega równolegle do Linii kolejowej nr 202 przez 3 dzielnice: Wzgórze Św. Maksymiliana, Redłowo i Orłowo. Na całej swej długości posiada dwie dwupasmowe jezdnie. Krzyżuje się z drogą wojewódzką nr 474 (ulica Wielkopolska).